# マゴメドマル・マゴメドマロフ
マゴメドマル・マゴメドマロフ（Magomedomar Magomedomarov 2001年4月10日- ）はUAEの柔道選手。ロシアのダゲスタン出身。階級は100kg超級。

## 経歴
ロシアからUAEに国籍を変更すると、2022年にはアフリカオープン・チュニス、ヨーロッパオープン・クルジュ＝ナポカ及びイスラム諸国連帯競技大会の100㎏超級でそれぞれ優勝した。2023年のアジア大会では準決勝で世界選手権3位であるウズベキスタンのアリシェル・ユスポフを破ると、決勝では世界ランキング1位であるタジキスタンのテムール・ラヒモフを上四方固で破って優勝した。2024年のパリオリンピックでは2回戦で敗れた。
IJF世界ランキングは1315ポイント獲得で27位(25/6/2現在)。

## 主な戦績
- 2022年 - アフリカオープン・チュニス　優勝
- 2022年 - ヨーロッパオープン・クルジュ＝ナポカ　優勝
- 2022年 - グランドスラム・ブダペスト　3位
- 2022年 - アジア選手権　5位
- 2022年 - イスラム諸国連帯競技大会　優勝
- 2023年 - グランプリ・ドゥシャンベ　3位
- 2023年 - アジア大会 優勝
- 2024年 - アジア選手権　3位

(出典、JudoInside.com)